# トルクメン絨毯

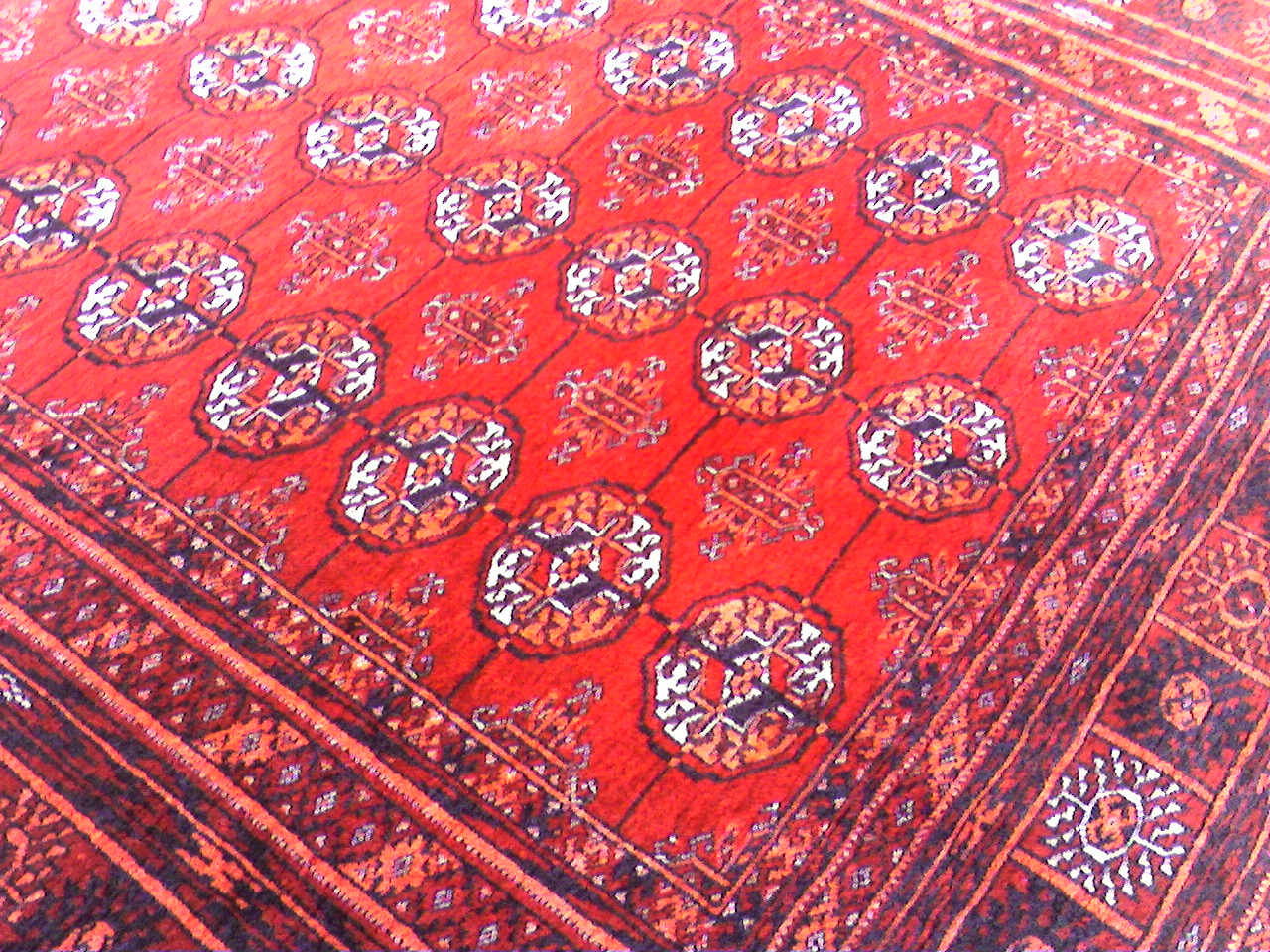
テケ族がデザインしたトルクメン絨毯。この模様は「ブハラ」とも呼ばれている。

トルクメン絨毯（トルクメンじゅうたん、トルクメン語: Türkmen haly）は中央アジアで伝統的に生産されている手製の絨毯である。今日では発祥元でありトルクメニスタンの人口の大部分を占めるトルクメン人によって生産される物と、輸出用にイランやパキスタンで大量生産される物とに大別する事が出来る。その用途は多様で、テントのラグや袋など様々である。

## 歴史

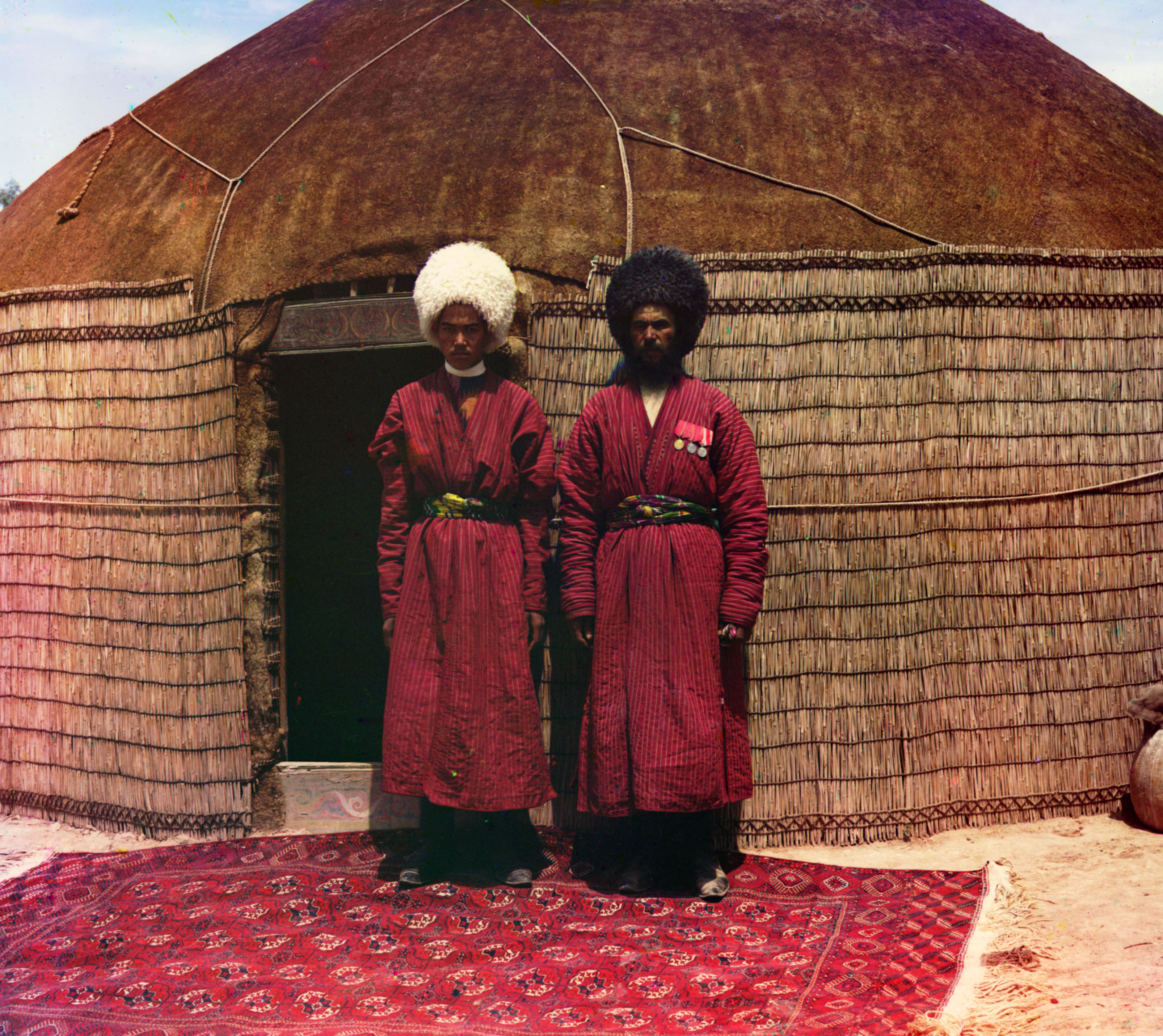
ユルトの前のトルクメン絨毯に立つ二人のトルクメン人男性(1910年前後)

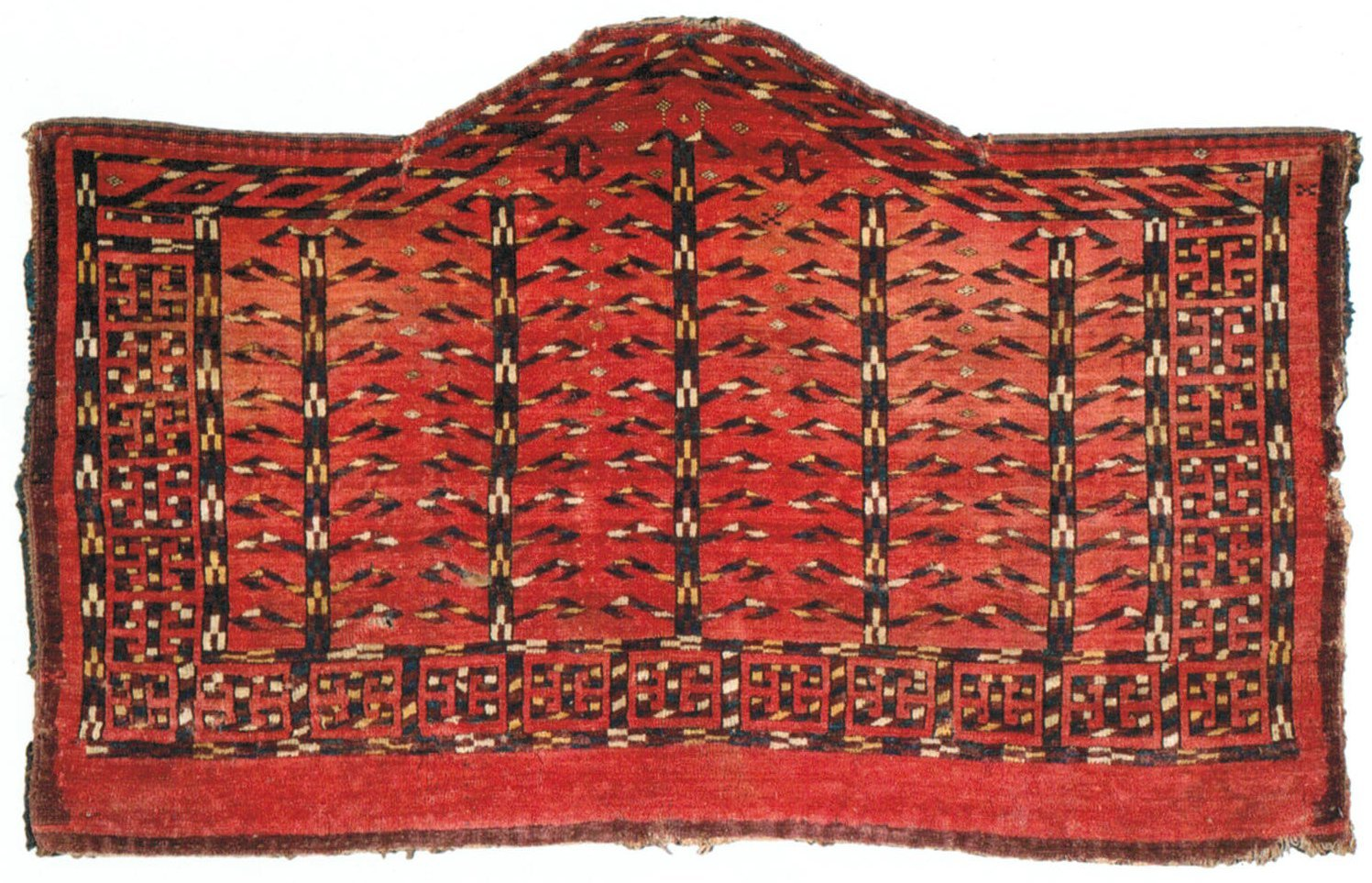
ヨムート族の5本の木のアスマルク(18世紀から19世紀)

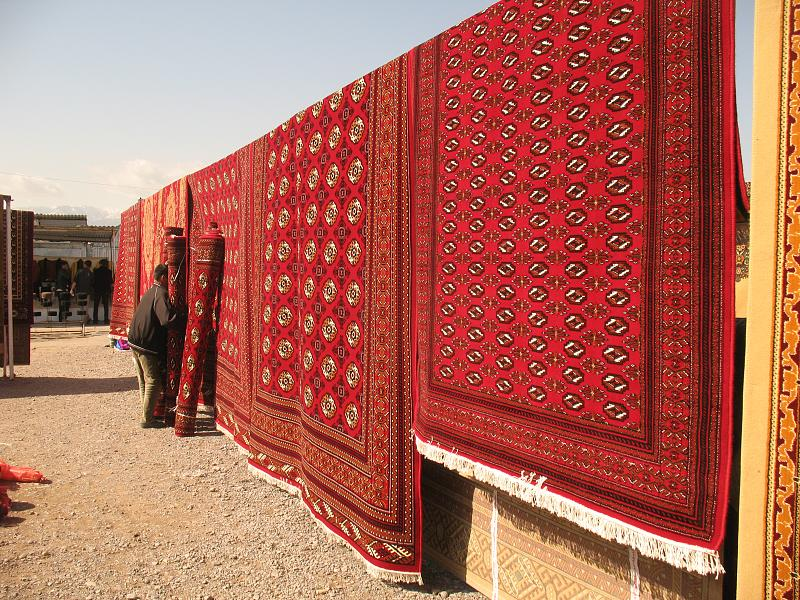
アルティン・アシル・バザールにて

トルクメン絨毯のデザインはティムール朝、イルハン朝の時代にまで遡る事が出来、種々のシャーナーメの写本にある絵には現在トルクメン絨毯として知られる模様が多数見える。その後、遊牧民族が家畜の羊毛や居住地周辺にある自然の染料を使って生産が行われるようになった。彼らの用いる幾何学的模様は部族ごとに異なり、ヨムート絨毯を筆頭にエルサリ族、サリク族、サロル族、テケ族らの物も有名である。染料や羊毛は物によって異なるので模様にムラが出来る物もあるが、これは主に遊牧の移動に用いられる事が多い。
時代が下って都市が現れるようになると、ムラのある絨毯は減っていった。1910年頃には合成染料の使用も始まった。更に、持ち運び出来る織機を使っていたために制限のあった大きさも、村で生産する事によってなくなった。また綿花の使用も一般的になっていった。

## トルクメニスタン
トルクメニスタンの国旗に縦に入っている模様はトルクメン絨毯の模様である。これらの模様はアレンジされており、トルクメニスタンの団結を意味している。トルクメニスタンの国章の赤い部分にある5つの模様はそれぞれテケ族、ヨムート族、エルサリ族、チョウドゥル族、サリク族という、国内有力五部族を意味している。
|                      |                      |                                  |                                  |                                                                                   |
| トルクメニスタン国旗 | トルクメニスタン国章 | トルクメニスタン国章 (1992—2000) | トルクメニスタン国章 (2000—2003) | トルクメン・ソビエト社会主義共和国章 (1937-1991) トルクメニスタン国章 (1991-1992) |

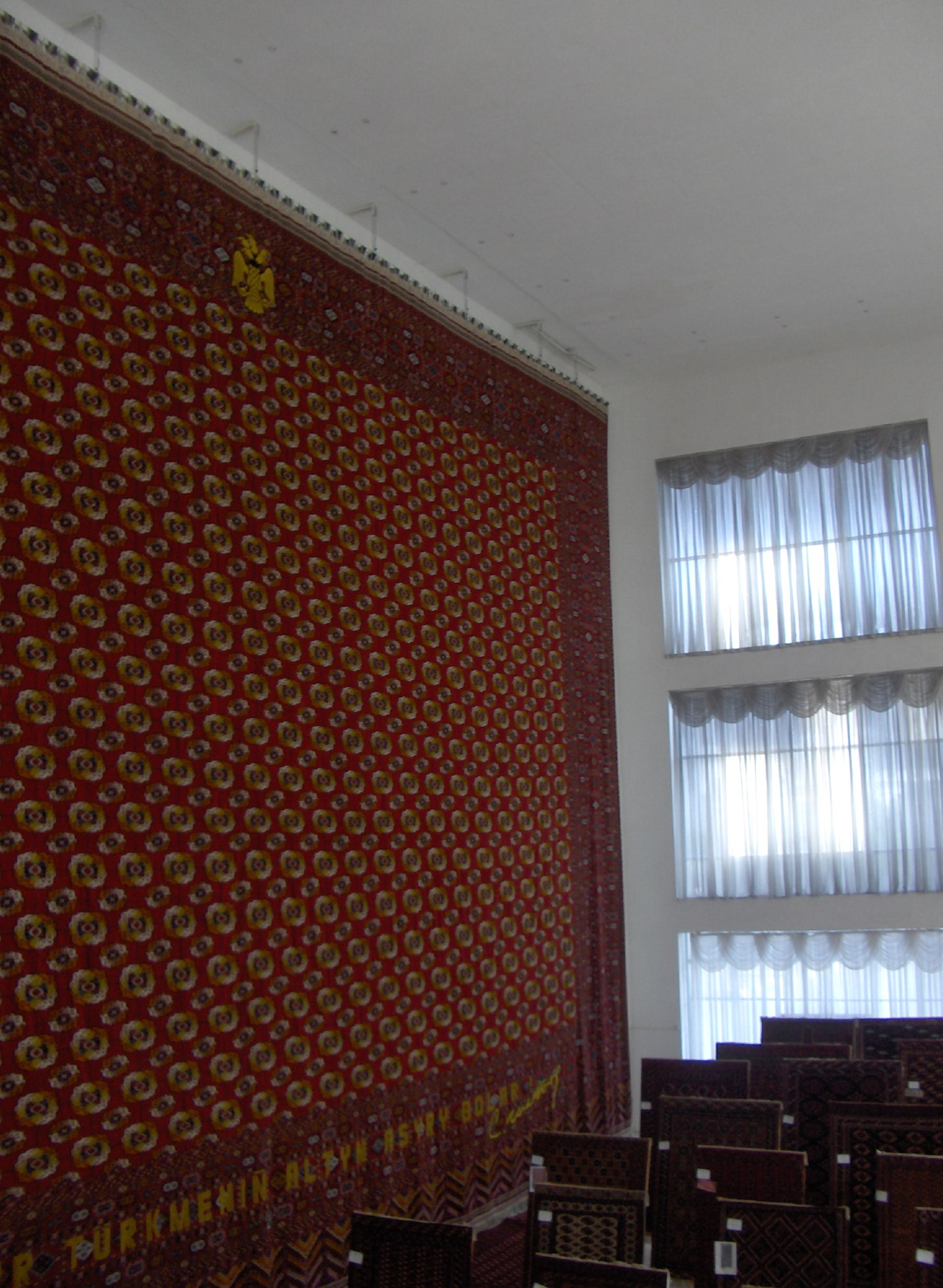
トルクメン絨毯博物館にある世界最大の絨毯

トルクメニスタンでは独立以来、絨毯生産が経済の要となっている。国営合資会社であるトルクメンハーレイ社は本場生産のトルクメン絨毯を世界の市場に供給する大手企業となっている。トルクメン絨毯の生産と販売を行っている他、トルクメン絨毯の伝統を保持し、古いトルクメン絨毯の修復も手掛けている。なお、生産地として著名なのはベレケトで、ここには1923年から稼働する織物工場が存在している。
1992年には5月最後の日曜日がトルクメン絨毯の日と決められ、国民の休日に指定された。1993年3月20日には国が首都のアシガバートにトルクメン絨毯博物館を開館し、ここには2000ほどのオリジナルのトルクメン絨毯が展示されている。ここでも古い絨毯の修復が行われている他、古い絨毯の収集や調査も行われている。更に新たな棟を建設しており、この建物の敷地面積は5089平方メートルとされている。また、国際フォーラムや国際会議の会場としても活用されており、トルクメン絨毯研究の中心地となっている。
また、世界最大の絨毯が2001年に織られ、総面積は301平方メートル、2003年にギネス世界記録に登録された。

## 他国
パキスタンやイランの地でトルクメン絨毯の名で大量生産される物は殆どが合成染料に綿を使って作られており、元来のトルクメン絨毯とは異なっている。これらの輸出用絨毯には多様な模様が存在するのだが、最も多いのはテケ族の絨毯に由来するブハラのデザインが施されている物で、それ以外にはエルサニ族の物に由来する八角形の象の足のデザインが施された物も多い。
また、トルクメン絨毯に近い物としてアフガン絨毯をあげる事が出来る。アフガニスタンには元々トルクメン人が居住していて、それ以外の民族も含めて比較的安価で粗い絨毯を輸出用に生産しており、これらはボハラと呼ばれている。ただし、アフガン絨毯の中でも精緻な物はトルクメン絨毯のデザインを用いている。